# Лермонтов (град)
Вижте пояснителната страница за други значения на Лермонтов.
Лермонтов (на руски: Лѐрмонтов) е град в Ставрополски край, Русия. Населението на града към 1 януари 2018 г. е 22 612 души.
Градът е наименуван на руския поет Михаил Лермонтов. Получва статут на град през 1956 г. Разположен е по планинския склон на Бештау, близо до градовете Пятигорск, Железноводск и Есентуки.